# Neomochtherus slepjani
Neomochtherus slepjani là một loài ruồi trong họ Asilidae. Neomochtherus slepjani được Lehr miêu tả năm 1967.